# Culex quintetti
Culex quintetti is een muggensoort uit de familie van de steekmuggen (Culicidae). De wetenschappelijke naam van de soort werd voor het eerst geldig gepubliceerd in 1967 door Brunhes, Adam & Bailly-Choumara.